# Hyposmocoma sideroxyloni
Hyposmocoma sideroxyloni là một loài bướm đêm thuộc họ Cosmopterigidae. Nó là loài đặc hữu của Oahu. Loài địa phương ở the ridge above Puu Peahinaia in núi Koolau.
Ấu trùng ăn Pouteria sandwicensis. The larvae were found feeding on the under surface of the leaf protected by a frass-covered web.